# Feketeszárnyú papagáj
A feketeszárnyú papagáj (Hapalopsittaca melanotis) a madarak osztályának papagájalakúak (Psittaciformes) rendjébe és a papagájfélék (Psittacidae) családjába tartozó faj.

## Rendszerezése
A fajt Frédéric de Lafresnaye francia ornitológus írta le 1847-ben, a Pionus nembe Pionus melanotis néven.

## Alfajai
- Hapalopsittaca melanotis melanotis (Lafresnaye, 1847)
- Hapalopsittaca melanotis peruviana (Carriker, 1932)

## Előfordulása
Az Andokban, Bolívia és Peru területén honos. Természetes élőhelyei a szubtrópusi vagy trópusi hegyi esőerdők. Állandó, nem vonuló faj.

## Megjelenése
Átlagos testhossza 24 centiméter.

## Természetvédelmi helyzete
Az elterjedési területe nem nagy, egyedszáma viszont stabil. A Természetvédelmi Világszövetség Vörös listáján nem fenyegetett fajként szerepel.